# Симон Симоновић Монка
Симон Симоновић Монка (Самчекинци, Црна Трава, 22. март 1913 — Београд, 4. јануар 1993) био је хроничар и историчар црнотравског краја.

## Биографија
Био је најмлађе од седморо деце Стојана и Росе Симоновић из Самчекинаца, у Црној Трави. Четири разреда основне школе завршио је у Црној Трави и, као већина Црнотраваца, у једанаестој години живота кренуо у Београд у печалбу. Жеља за знањем и учењем га је целог живота пратила, тако да је у Београду уписао Вечерњи зидарски курс, потом Вечерњу занатску школу. Кад је у Црној Трави отворена Мушка занатска школа, враћа се у родни крај, да заврши школу. Потом завршава Средњу техничку школу у Београду и 1940. одлази у Сарајево на одслужење војног рока. Ту га затиче и рат када бива заробљен и одведен у Немачку у заробљеништво. У то време Црна Трава је била под бугарском окупацијом, па су сви заробљеници који су потицали из ових крајева пуштени из заробљеништва као бугарски грађани.
По доласку из заробљеништва, фебруара 1943. године, приступа партизанском покрету. Крај рата дочекује као политички комесар у Дванаестој српској бригади. После рата постаје официр ЈНА. Завршава Инжењеријску школу у Карловцу, Вишу војну академију у Београду и Вишу апликациону школу у Карловцу. Службује у Битољу, Приштини, Скопљу, Карловцу, Чачку, Нишу, Београду, Штипу и Призрену. Био је први директор Војно-грађевинског предузећа „Ратко Митровић“ у Београду. Пензионисан је 1964. године у чину пуковника, као представник Управе инжењерије за развој инжењеријског наоружања.

## Проучавање печалбарства и неимарства
По пензионисању, Симоновић почиње интензивно да истражује прошлост свога родног краја, интересујући се посебно за етнологију и историју грађевинарства и печалбарства. Обилазио је архиве и библиотеке и дошао до многих важних докумената, да би написао опсежну монографију о печалбарству и неимарству црнотравског краја, која је данас неизбежна литература у проучавању печалбарства и грађевинарства у Србији. Тако га је у читаоници Народне библиотеке Србије упознао и песник Васко Попа и посветио му песму „Зидање“ („Политика“, 31. децембар 1979. и 1. и 2. јануар 1980. године).

## Књиге
- Тако се борила Црна Трава (са групом аутора), 1973,
- Махала у планини, сећања из рата, 1978,
- Црнотравке – наше спартанке, фељтон у Политици Експрес, 1981,
- Печалбарство и неимарство црнотравског краја, монографија, 1983,
- Црнотравско свитање, сећања, 1988,
- Људи мога завичаја, живот и дело познатих Црнотраваца, постхумно издање, 2000,